# وادی السلقا
وادی السلقا (به عربی: Wadi as-Salqa) یک شهرک در دولت فلسطین است که در حکومت خودگردان فلسطین واقع شده‌است. وادی السلقا ۱۲٬۰۰۰ نفر جمعیت دارد.